# Río Baños
El río Baños es un curso natural de agua que nace en la cordillera de los Andes, en la Región del Maule, y fluye con dirección general sur hasta desembocar en el río Campanario.

## Trayecto
La quebrada nace en la divisora de aguas del río Puelche, en la cordillera de los Andes de la Región del Maule y desemboca en el río Campanario.

## Historia
Luis Risopatrón lo escribió en 1924 en su obra Diccionario Jeográfico de Chile como una quebrada:: 195 
Baños (Quebrada de los). Es de corta estension, corre hacia el S i desemboca en la parte inferior de la de El Campanario, del Maule.